# You Want This
Singles de Janet Jackson
Throb
(1994) Whoops Now/What'll I Do
(1995)
You Want This est une chanson de l'artiste américaine Janet Jackson issue de son cinquième album studio janet.. Elle sort en single en le 11 août 1994 sous le label Virgin Records.

## Performance dans les hits-parades
| Classement (1994)              | Meilleure position |
| ------------------------------ | ------------------ |
| Allemagne (Media Control AG)   | 90                 |
| Australie (ARIA)               | 16                 |
| Canada (RPM)                   | 15                 |
| Nouvelle-Zélande (RMNZ)        | 11                 |
| Royaume-Uni (UK Singles Chart) | 14                 |
| États-Unis (Hot 100)           | 8                  |
| États-Unis (R&B/Hip-Hop Songs) | 9                  |
| États-Unis (Pop Airplay)       | 10                 |
| États-Unis (Dance Club Songs)  | 9                  |